# Jean Andoche Junot, duc d’Abrantès

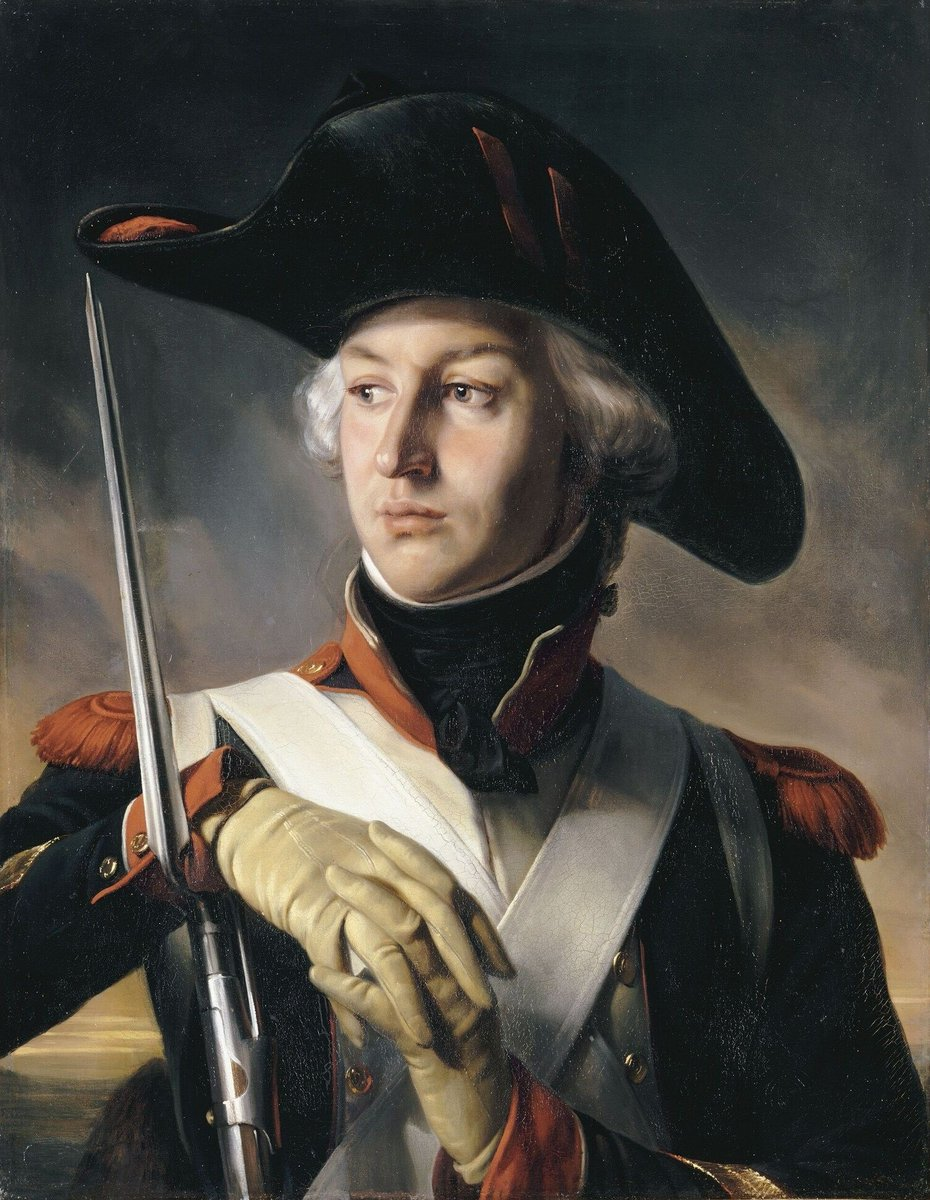
Jean Andoche Junot

Jean Andoche Junot, duc d’Abrantès (* 24. September 1771 in Bussy-le-Grand, Côte-d’Or; † 29. Juli 1813 in Montbard) war ein französischer Général de division und Adjutant von Napoléon Bonaparte.

## Leben
Junot studierte Rechtswissenschaft und wurde beim Ausbruch der Französischen Revolution Soldat. Bei der Belagerung von Toulon 1793 machte ihn Napoléon zu seinem Adjutanten. In dieser Funktion begleitete er ihn 1796 nach Italien, 1798 und 1799 nach Ägypten und Syrien.
1800 wurde Junot Kommandant von Paris, 1804 Colonel général des hussards (der Husaren) und Großoffizier der Ehrenlegion. 1805 schickte man ihn als Gesandten nach Portugal, doch begab er sich von dort nach Deutschland, wo er sich in der Schlacht bei Austerlitz am 2. Dezember 1805 auszeichnen konnte.

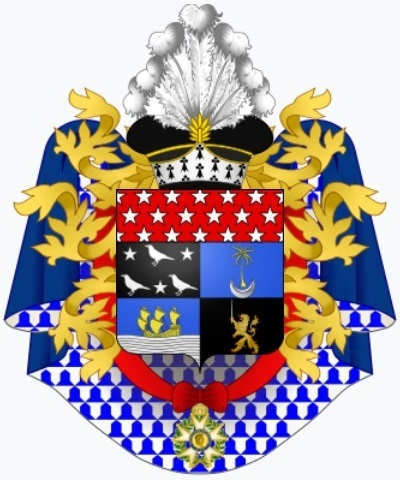
Wappen Junots als Herzog von Abrantès

1806 wurde Junot zum Militärgouverneur von Paris ernannt und 1807 erhielt er den Befehl über die bei Salamanca zur Besetzung Portugals gebildeten Truppen. Mit diesen erreichte er unter größten Schwierigkeiten am 30. November Lissabon, wofür er den Titel eines Herzogs von Abrantès (duc d’Abrantès) im napoleonischen Adel (noblesse impériale) erhielt.
Am 30. August 1808 wurde er von den Briten in der Schlacht von Vimeiro geschlagen und musste die Kapitulation von Cintra abschließen. Die Franzosen mussten daraufhin Portugal wieder räumen.
1809 war Junot Oberkommandierender in Bayreuth.
Weil er bei Napoleon in Ungnade gefallen war, wurde Junot im Gegensatz zu den anderen langjährigen Waffengefährten Napoleons nicht zum Marschall von Frankreich ernannt. Dennoch wurde er 1812 während des Russlandfeldzugs mit dem Kommando über westphälische und hessische Truppen betraut, als Ablösung der bisherigen Befehlshaber König Jérôme und General Vandamme. Sein VIII. Korps hätte in der Schlacht bei Walutino den Russen in den Rücken fallen können, doch er weigerte sich anzugreifen, sogar als ihn Murat persönlich dazu aufforderte. Möglicherweise waren es die hohen Verluste, die Junot in eine Geisteskrankheit fallen ließen. Er wurde nach Montbard gebracht und starb dort am 29. Juli 1813, nachdem er sich aus einem Fenster gestürzt hatte.
Seine Gattin Laure Junot verfasste Memoiren unter dem Titel Mémoires (18 Bände, 1831–1834).